# 磨牙短鰭海鯽
磨牙短鰭海鯽，為輻鰭魚綱鱸形目隆頭魚亞目海鯽科的其中一種，分布於東太平洋區的加利福尼亞灣海域，屬肉食性，胎生，生活習性不明。